# ダーヴィド・フェレンツ

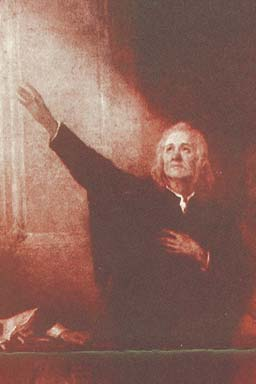
ダーヴィド・フェレンツ

ダーヴィド・フェレンツ（ハンガリー語: Dávid Ferenc [ˈdɑ̈ːvidˌfɛrɛnʦ]、ドイツ語: Franz Davidis, Franz David, Franz David Hertel、ラテン語: Franciscus Davidis、ルーマニア語: Francisc David、1510年頃 – 1579年11月15日、フニャド県デヴァ）は、キリスト教の神学者。ハンガリー人なので姓のダーヴィドを先に書く。トランシルヴァニア公国の公都コロジュヴァールのザクセン系の家に生れ、生まれた時の名前はフランツ・ヘルテル (Franz Hertel) だった（ヘルテルが姓）。

## 概要
ハンガリー王国が三分裂した時にハンガリーの継承国家として存続していたトランシルヴァニア公国（第一次世界大戦後ルーマニア領）の公都（首都）コロジュヴァールに生まれた。1564年からはヤーノシュ・ジグモンド公の宮廷牧師。1568年には トランシルヴァニアで、ユニテリアン教会の創設者。反三位一体論の穏健派、ジョルジオ・ブランドラタ（Giorgio Biandrata）と対立した。1579年トランシルヴァニア公バートリ・クリシュトーフ（Báthory Kristóf）により告訴され、信仰のために終身刑を宣告され、デーヴァ城の牢獄に投獄され、同年11月15日病気で死亡した。
ミカエル・セルヴェトゥス（Szervét Mihály, ルーマニア語: Miguel Servet）は、三位一体論を否定したが、ダーヴィドはキリストの神性を否定している。